# Pieriewoz
Pieriewoz – miasto w Rosji, w obwodzie niżnonowogrodzkim. W 2010 roku liczyło 9201 mieszkańców.